# ザスニッツ級ミサイル艇
ザスニッツ級ミサイル艇（Sassnitz-Klasse）は、バルコム10型（Balcom-10-Klasse）、あるいは151型（Projekt 151）とも呼ばれるドイツ民主共和国人民海軍(東ドイツ海軍)のミサイル艇。NATOコードネームは、級名と同一である。これを原級とするものが、ポーランド海軍のオルカン級ミサイル艇である。
1980年代末、ドイツ民主共和国により開発されたミサイル艇であるが、ドイツ統一当時現役であったのは、ザスニッツのみであった。統一後、連邦国境警備隊（現在の連邦警察局）で、ザスニッツがノイシュトレーリッツ、オストゼーバート・ビンツがバート・デューベンと命名され巡視船として再就役している。

## 艦一覧
| 艦名                                            | 艦名（統一後）                      | 艦番号（統一後） |
| ----------------------------------------------- | ----------------------------------- | ---------------- |
| ザスニッツ（Sassnitz）                          | ノイシュトレーリッツ（Neustrelitz） | BP 22（旧BG 22） |
| オストゼーバート・ゼーリン（Ostseebad Selling） |                                     |                  |
| オストゼーバート・ビンツ（Ostseebad Binz）      | バート・デューベン（Bad Düben）     | BP 23（旧BG 23） |